# Phanoperla lao
Phanoperla lao és una espècie d'insecte plecòpter pertanyent a la família dels pèrlids.

## Descripció
- Les ales anteriors de la femella fan 11 mm de llargària i el seu cap és de color marró.[5]

## Reproducció
Els ous tenen forma de gota i fan 318 micròmetres de llargada i 238 d'amplada.

## Distribució geogràfica
Es troba a Tailàndia.